# Stefan Gnandt
Stefan Gnandt (* 13. August 1952 in Fienen) ist ein sathmarschwäbischer Maler aus Rumänien.

## Leben
In Fienen geboren und aufgewachsen, schloss Gnandt seine Schullaufbahn 1971 in Carei mit dem Abitur ab, und studierte fortan die Bildenden Künste an der Universität Temeswar, die er 1977 mit einem Diplom abschloss. Er arbeitete ebenda als Zeichenlehrer, später auch in Baia Mare als Werbegrafiker, bis er im Jahr 1988 nach Deutschland aussiedelte.
Stefan Gnandt ist Mitglied der Uniunii Artiștilor Plastici din România (dt. Union Bildender Künstler in Rumänien). Er veranstaltete bisher 14 internationale Künstlercamps in Carei, Foieni, Ciumești und Ilieni in Rumänien und Pócspetri in Ungarn. Er ist Gründungsmitglied der Künstlervereins Provinciart aus Carei.

## Ausstellungen
Seit 1976 gibt es im Schloss Károlyi in Carei regelmäßig Ausstellungen seiner Werke. Diese wurden seither international in über 40 Einzelausstellungen in Deutschland, Rumänien, Ungarn und der Slowakei ausgestellt.
Auswahl: 
- 2016 Wendelin-Fuhrmann-Saal in Satu Mare, Rumänien[1]

- 2019 Dienes Galéria in Mátészalka, Ungarn[4]
- 2020 Szabó Lőrinc Idegennyelvi Könyvtár in Miskolc, Ungarn[5]
- 2021 Muzeul de Artă in Cluj-Napoca, Rumänien[3]